# Torri e campanili più alti d'Italia
L'Italia è un paese ricco di torri e campanili di ogni stile e dimensione, alcuni dei quali assai celebri in tutto il mondo come il Campanile di Giotto a Firenze, la Torre Pendente a Pisa e il Campanile di San Marco a Venezia, o ancora la Torre degli Asinelli di Bologna e la Torre del Mangia a Siena.
Si precisa che l'altezza di un campanile, se semplicemente "tramandata" ma non ottenuta con strumenti idonei, può essere non corretta. Ad esempio, per la torre campanaria del duomo di Santa Sofia, Lendinara, è "tramandata" un'altezza di ben 101 metri, mentre misure eseguite con laser scanner nel mese di agosto 2013 hanno evidenziato che l'altezza è invece 92.5 metri (si vedano la tabella sotto e le note ivi riportate). Il presente elenco delle prime quattordici torri deve dunque intendersi come provvisorio, con misure da verificare in alcuni casi. La misura complessiva riportata comprende anche croci e statue eventualmente presenti sopra la cuspide.
| Elenco torri e campanili italiani per altezza |                                                                   |                           |          |                                     |                                                                   |
| Pos                                           | Nome                                                              | Località                  | Immagine | Altezza metri                       | Epoca                                                             |
| 1º                                            | Campanile del Duomo arcipretale dei Santi Pietro e Paolo          | Mortegliano (UD)          |          | 113,20                              | 1955-1959 Pietro Zanini                                           |
| 2º                                            | Campanile della cattedrale di santa Maria Assunta, detto Torrazzo | Cremona                   |          | 112,12                              | 1220 circa-1309                                                   |
| 3º                                            | Campanile della cattedrale dei santi Pietro e Marco               | Alessandria               |          | 106 (99 secondo altre fonti)        | 1889-1922                                                         |
| 4º                                            | Campanile di San Marco                                            | Venezia                   |          | 98,6 (100.06 con la statua)         | 1150 circa-XIV secolo Buono di Napoli (ricostruito nel 1903-1912) |
| 5º                                            | Torre degli Asinelli                                              | Bologna                   |          | 97,2                                | 1109-1119                                                         |
| 6º                                            | Campanile della basilica di San Nicolò                            | Lecco                     |          | 96                                  | 1882-1904 Enrico Gattinoni - Giovanni Ceruti                      |
| 7º                                            | Torre di Arnolfo                                                  | Firenze                   |          | 94                                  | 1299-1314 Arnolfo di Cambio                                       |
| 8º                                            | Campanile della chiesa di San Giulio                              | Castellanza (VA)          |          | 93                                  | 1948                                                              |
| 9º                                            | Campanile del duomo di Santa Sofia                                | Lendinara (RO)            |          | 92.5                                | 1797-1857 Francesco Antonio Baccari                               |
| 10º                                           | Campanile della basilica di San Gaudenzio                         | Novara                    |          | 92                                  | 1753-1786 Benedetto Alfieri                                       |
| 11º                                           | Torre del Popolo                                                  | Palazzolo sull'Oglio (BS) |          | 91,8                                | 1813-1838                                                         |
| 12º                                           | Campanile della parrocchiale                                      | Silandro (BZ)             |          | 90,31                               | XV secolo                                                         |
| 13º                                           | Campanile della parrocchiale                                      | Breganze (VI)             |          | 90                                  | 1841 - 1893 Antonio Diedo                                         |
| 14º                                           | Torre del Mangia                                                  | Siena                     |          | 88 (ma il parafulmine arriva a 102) | 1325-1349 Agostino di Giovanni                                    |
| 15°                                           | Campanile della Chiesa Parrocchiale                               | Valmadrera (LC)           |          | 87,5                                | 1926-1930                                                         |

## Altre torri campanarie
Questa lista include altre torri e campanili di altezza inferiore rispetto ai precedenti, comunque superiori agli 80 metri. Si è preferito separarla dalla lista dei primi quindici posti perché, a differenza dell'altra, alcune altezze sono pressoché identiche e differiscono fra loro per pochi centimetri il che rende quasi impossibile stabilire per certo quali sono i monumenti più alti e quelli più bassi. L'ordine che segue è dunque suscettibile di modifiche.
| Elenco di altre torri e campanili fra i più alti d'Italia |                       |               |
| Nome                                                      | Località              | Altezza metri |
| Campanile della chiesa arcipretale                        | Col San Martino (TV)  | 87            |
| Ghirlandina                                               | Modena                | 86,12         |
| Campanile della chiesa parrocchiale                       | Appiano (BZ)          | 85,05         |
| Campanile di Giotto                                       | Firenze               | 84,75         |
| Campanile della chiesa parrocchiale                       | Ponte San Pietro (BG) | 84            |
| Torre dei Lamberti                                        | Verona                | 84            |
| Campanile della chiesa di San Carlo al Corso              | Milano                | 84            |
| Campanile del Duomo                                       | Merano (BZ)           | 83            |
| Campanile della chiesa di San Giovanni                    | Stezzano (BG)         | 83            |
| Campanile della chiesa di Santa Zita                      | Torino                | 83            |
| Campanile della chiesa parrocchiale                       | Termeno (BZ)          | 82,46         |
| Campanile della Chiesa di San Rocco                       | Dolo (VE)             | 82,27         |
| Campanile del santuario della Beata Vergine del Rosario   | Pompei (NA)           | 82            |
| Campanile di Vigodarzere                                  | Vigodarzere (PD)      | 82,05         |
| Torre Bissara                                             | Vicenza               | 82            |
| Campanile di Castelrotto                                  | Castelrotto (BZ)      | 82            |
| Campanile del santuario di Santa Valeria                  | Seregno (MB)          | 81            |
| Campanile di Santa Maria Immacolata                       | Santorso (VI)         | 80,80         |
| Campanile della chiesa parrocchiale                       | Cologna Veneta (VR)   | 80,40         |